# Ородел (Долж)
Ородел (рум. Orodel) — село у повіті Долж в Румунії. Входить до складу комуни Ородел.
Село розташоване на відстані 227 км на захід від Бухареста, 46 км на захід від Крайови.

## Населення
За даними перепису населення 2002 року у селі проживали 1387 осіб, усі — румуни. Усі жителі села рідною мовою назвали румунську.